# Xã Bell, Quận Rice, Kansas
Xã Bell (tiếng Anh: Bell Township) là một xã thuộc quận Rice, tiểu bang Kansas, Hoa Kỳ. Năm 2010, dân số của xã này là 10 người.